# Birinci Divizionu 2017/18
Die Birinci Divizionu 2017/18 war die 26. Spielzeit der zweithöchsten Fußball-Spielklasse Aserbaidschans. Sie begann am 3. Oktober 2017 und endete am 11. Mai 2018. Meister wurde Xəzər Baku FK. Der Verein erhielt jedoch keine Lizenz für die Premyer Liqası.

## Modus
Zehn Mannschaften traten an 27 Spieltagen jeweils drei Mal gegeneinander an.

## Vereine
FK Şəmkir, Şərurspor PFK, FK Şahdağ-Samur, FK Energetik Mingəçevir, Rəvan Baku FK und FK Göyəzən Qazax wurden aufgelöst. Bakılı Baku PFK trat in dieser Spielzeit nicht an. Neu dabei waren der Absteiger aus der Premyer Liqası Şüvəlan FK, sowie die Neulinge Xəzər Baku FK, Binə FK und Sabah FK.
| Verein              | Stadt    |
| ------------------- | -------- |
| MOİK Baku PFK       | Baku     |
| Binə FK             | Baku     |
| Şüvəlan FK          | Baku     |
| Xəzər Baku FK       | Baku     |
| Sabah FK            | Baku     |
| FK Ağsu             | Ağsu     |
| Qaradağ Lökbatan FK | Lökbatan |
| FK Mil-Muğan        | İmişli   |
| PFK Turan Tovuz     | Tovuz    |
| Zaqatala PFK        | Zaqatala |

## Abschlusstabelle
| Pl. | Verein              | Sp. | S  | U | N  | Tore    | Diff. | Punkte |
| --- | ------------------- | --- | -- | - | -- | ------- | ----- | ------ |
| 1.  | Xəzər Baku FK (N) 1 | 27  | 15 | 5 | 7  | 040:180 | +22   | 50     |
| 2.  | Qaradağ Lökbatan FK | 27  | 13 | 7 | 7  | 044:310 | +13   | 46     |
| 3.  | Şüvəlan FK (A)      | 27  | 13 | 6 | 8  | 030:200 | +10   | 45     |
| 4.  | MOİK Baku PFK       | 27  | 13 | 5 | 9  | 040:320 | +8    | 44     |
| 5.  | Sabah FK (N)        | 27  | 11 | 7 | 9  | 041:330 | +8    | 40     |
| 6.  | PFK Turan Tovuz     | 27  | 11 | 6 | 10 | 034:330 | +1    | 39     |
| 7.  | Binə FK (N)         | 27  | 10 | 5 | 12 | 033:360 | −3    | 35     |
| 8.  | FK Mil-Muğan        | 27  | 8  | 6 | 13 | 032:490 | −17   | 30     |
| 9.  | FK Ağsu             | 27  | 8  | 4 | 15 | 025:480 | −23   | 28     |
| 10. | Zaqatala PFK        | 27  | 4  | 7 | 16 | 023:420 | −19   | 19     |

Platzierungskriterien: 1. Punkte – 2. Direkter Vergleich (Punkte, Tordifferenz, geschossene Tore) – 3. Tordifferenz – 4. geschossene Tore

| (A) | Absteiger aus der Premyer Liqası 2015/16 |
| (N) | Neuling                                  |